# En el corredor de la muerte
En el corredor de la muerte es una serie de televisión española de drama biográfico, creada por Ramón Campos, Gema R. Neira y Diego Sotelo, protagonizada por Miguel Ángel Silvestre y producida por Bambú Producciones para Movistar+, basada en el libro de no ficción del mismo nombre del periodista Nacho Carretero (autor también de Fariña, de la cual Bambú Producciones también produjo una adaptación a televisión) sobre el caso del preso hispano-estadounidense Pablo Ibar. La serie, dirigida por Carlos Marqués-Marcet y escrita por Ramón Campos, Gema R. Neira, Diego Sotelo, David Moreno, Andrés M. Koppel, Carlos López y Fran Navarro, consta de cuatro capítulos de 50 minutos y se estrenó en Movistar+ el 13 de septiembre de 2019.

## Sinopsis
Basada en hechos reales, la historia de En el corredor de la muerte relata el proceso judicial desde que aparecieron los cuerpos sin vida de Casimir Sucharski, dueño de un club nocturno, y dos modelos de 25 años, Sharon Anderson y Marie Rogers, un 27 de enero de 1994. La policía de Miramar (Florida) descubre una cámara instalada en el salón de la víctima que grabó el crimen. Dichas imágenes, a pesar de su ínfima calidad, son la prueba principal de los detectives porque desvela el rostro borroso de uno de los asaltantes. Tres semanas más tarde, en una comisaría de otro distrito, un agente cree reconocer a uno de los asesinos: es Pablo Ibar, un hombre de nacionalidad española al que acababan de detener junto a unos amigos por un robo menor. Pablo asegura que es inocente. Ninguna de las pruebas halladas en el lugar del crimen lo inculpan, pero no sirve de nada. Pablo es condenado y enviado al corredor de la muerte, donde ha estado preso 16 años.

## Reparto y personajes
- Miguel Ángel Silvestre como Pablo Ibar.
- Marisé Álvarez como Tanya Ibar, esposa de Pablo.
- Ramón Agirre Lasarte como Cándido Ibar, padre de Pablo e histórico pelotari vasco emigrado a Florida en los años 60.
- Laura de la Uz como Cristina, madre de Pablo y exmujer de Cándido. Murió de cáncer cuando Pablo estaba en la cárcel.
- Pau Poch como Michael, hermano de Pablo.
- Gianpiero Cognoli como Phil Gentile, detective de la policía de Miramar y primero en llegar al macabro escenario junto con Charles Bennet
- Simao Cayatte como Charles Bennet, detective de la policía de Miramar y primero en llegar al macabro escenario junto con Phil Gentile.
- Nick Devlin como Benjamin Waxman, actual abogado de Pablo.
- Eric Goode como Mike Rowland, el fiscal.
- Ben Temple como Clay Monroe, primer abogado de Pablo.
- Erick Miranda como Michael Abernazy.[7]

## Capítulos
| N.º | Título      | Dirigido por          | Escrito por | Fecha de emisión original |
| --- | ----------- | --------------------- | --- | ------------------------- |
| 1   | «1993-1994» | Carlos Marqués-Marcet | Argumento: Diego Sotelo, Ramón Campos, Gema R. Neira, Nacho Carretero y Fran Navarro Diálogos: David Moreno y Andrés Koppel | 13 de septiembre de 2019  |
| 2   | «1994-2000» | Carlos Marqués-Marcet | Argumento: Diego Sotelo, Ramón Campos, Gema R. Neira, Nacho Carretero y Fran Navarro Diálogos: Carlos López                 | 13 de septiembre de 2019  |
| 3   | «2000-2008» | Carlos Marqués-Marcet | Argumento: Diego Sotelo, Ramón Campos, Gema R. Neira, Nacho Carretero y Fran Navarro Diálogos: David Moreno y Andrés Koppel | 13 de septiembre de 2019  |
| 4   | «2008-2019» | Carlos Marqués-Marcet | Argumento: Diego Sotelo, Ramón Campos, Gema R. Neira, Nacho Carretero y Fran Navarro Diálogos: David Moreno y Andrés Koppel | 13 de septiembre de 2019  |

## Producción
El 26 de septiembre de 2018, coincidendo con el lanzamiento ese mismo mes del libro de no ficción En el corredor de la muerte de Nacho Carretero sobre el caso de Pablo Ibar, se anunció que una adaptación del mismo estaba en desarrollo y a cargo de Bambú Producciones, al igual que ocurrió con Fariña, otro libro de Carretero, que también fue adaptada por Bambú Producciones y emitida por Antena 3. El 21 de enero de 2019, se anunció que la serie fue cogida por Movistar+ y que estaría protagonizada por Miguel Ángel Silvestre, quien interpretaría a Pablo Ibar. El rodaje de la serie comenzó en febrero de 2019.

## Lanzamiento

### Marketing
El 7 de junio de 2019, el cartel oficial y primer tráiler de la serie fueron hechos públicos.

### Estreno
La serie fue estrenada en Movistar+ el 13 de septiembre de 2019. En agosto de 2019, se anunció que la serie será proyectada antes de su estreno en el FesTVal el 4 de septiembre de 2019.

## Recepción

### Crítica
En el corredor de la muerte fue universalmente aclamada por la crítica. Paula Hergar de Vertele describió la serie como "de esas [...] que no te dejan indiferente" y como una "denuncia [...] al sueño americano que muchos [...] fueron a cumplir sin saber que sin dinero aquello se convertía en pesadilla" y describió la actuación de Miguel Ángel Silvestre como la mejor del actor hasta la fecha. Cristian Quijorna de FormulaTV fue igual de positivo, elogiando el ritmo de la serie, el tono realista, la fotografía y la interpretación de Silvestre, llegando a la conclusión de que la serie es "una de las joyas de la corona del catálogo de Movistar+". Sergio Espí y Carla Calvo de Periosista Digital declararon la serie como "candidata a mejor serie del año" y la describieron como "emotiva, sincera, entretenida y aterradora" y "una carambola perfecta" con Silvestre, Bambú Producciones y la propia Movistar+ como los "claros beneficiados" de la misma.